# الک کوک
الک کوک (انگلیسی: Aleix Coch؛ زادهٔ ۱۸ اکتبر ۱۹۹۱) بازیکن فوتبال اهل اسپانیا است.
از باشگاه‌هایی که در آن بازی کرده‌است می‌توان به باشگاه خیمناستیک تاراگونا اشاره کرد.